# Arga-Jurjach (affluente dell'Omoloj)
L'Arga-Jurjach (in russo Арга-Юрях?) è un fiume della Russia siberiana nordorientale, affluente di sinistra dell'Omoloj.
Nasce dal versante orientale dei monti Orulgan, scorrendo successivamente nel bassopiano della Jana e dell'Indigirka, in una zona piatta e ricca di laghi (circa 1.500 nell'intero bacino); i maggiori tributari ricevuti sono i piccoli fiumi Mundukan (50 km) e Namča (38 km) dalla destra idrografica, Omukčan (85 km) e Julljugen (98 km) dalla sinistra.
Il fiume è congelato, mediamente, da metà ottobre ai primi di giugno.